# العلاقات الإسواتينية اللاتفية
العلاقات الإسواتينية اللاتفية هي العلاقات الثنائية التي تجمع بين إسواتيني ولاتفيا.

## مقارنة بين البلدين
هذه مقارنة عامة ومرجعية للدولتين:
| وجه المقارنة                                              | إسواتيني                                   | لاتفيا                                             |
| --------------------------------------------------------- | ------------------------------------------ | -------------------------------------------------- |
| المساحة (كم2)                                             | 17.36 ألف                                  | 64.59 ألف                                          |
| عدد السكان (نسمة)                                         | 1.37 مليون                                 | 1.93 مليون                                         |
| الكثافة السكانية (ن./كم²)                                 | 78.92                                      | 29.88                                              |
| العاصمة                                                   | لوبامبا، مبابان                            | ريغا                                               |
| اللغة الرسمية                                             | لغة إنجليزية، لغة سوازي                    | اللغة اللاتفية                                     |
| العملة                                                    | ليلانغيني سوازيلندي                        | يورو، لاتس لاتفي، الروبل اللاتفي ‏، الروبل اللاتفي ‏ |
| الناتج المحلي الإجمالي (بليون دولار)                      | 4.41 مليار                                 | 30.26 مليار                                        |
| الناتج المحلي الإجمالي (تعادل القوة الشرائية) بليون دولار | 11.13 مليار                                | 49.24 مليار                                        |
| الناتج المحلي الإجمالي الاسمي للفرد دولار أمريكي          | 3.20 ألف                                   | 14.06 ألف                                          |
| الناتج المحلي الإجمالي للفرد دولار أمريكي                 | 8.29 ألف                                   | 23.55 ألف                                          |
| مؤشر التنمية البشرية                                      | 0.531                                      | 0.819                                              |
| رمز المكالمات الدولي                                      | +268                                       | +371                                               |
| رمز الإنترنت                                              | .sz                                        | .lv                                                |
| المنطقة الزمنية                                           | التوقيت القياسي لجنوب أفريقيا، ت ع م+02:00 | ت ع م+02:00، ت ع م+03:00، أوروبا/ريغا ‏             |

## منظمات دولية مشتركة
يشترك البلدان في عضوية مجموعة من المنظمات الدولية، منها:
| علم المنظمة | اسم المنظمة                               | تاريخ انضمام إسواتيني | تاريخ انضمام لاتفيا |
| ----------- | ----------------------------------------- | --------------------- | ------------------- |
|             | مؤسسة التنمية الدولية                     | 22 سبتمبر 1969        | 11 أغسطس 1992       |
|             | يونسكو                                    | 25 يناير 1978         | 9 يوليو 1951        |
|             | وكالة ضمان الاستثمار متعدد الأطراف        | 18 أبريل 1990         | 21 أغسطس 1998       |
|             | الأمم المتحدة                             | 24 سبتمبر 1968        | 17 سبتمبر 1991      |
|             | الاتحاد البريدي العالمي                   | ?                     | ?                   |
|             | البنك الدولي للإنشاء والتعمير             | 22 سبتمبر 1969        | 11 أغسطس 1992       |
|             | الاتحاد الدولي للاتصالات                  | 11 نوفمبر 1970        | 11 ديسمبر 1921      |
|             | منظمة حظر الأسلحة الكيميائية              | ?                     | ?                   |
|             | مؤسسة التمويل الدولية                     | 22 سبتمبر 1969        | 29 سبتمبر 1993      |
|             | المركز الدولي لتسوية المنازعات الاستشارية | 14 يوليو 1971         | 7 سبتمبر 1997       |
|             | منظمة التجارة العالمية                    | ?                     | 1999                |
|             | منظمة الشرطة الجنائية الدولية             | ?                     | ?                   |

## وصلات خارجية
- موقع وزارة الخارجية اللاتفية